# チェイス・アンド・サンボーン・コーヒー

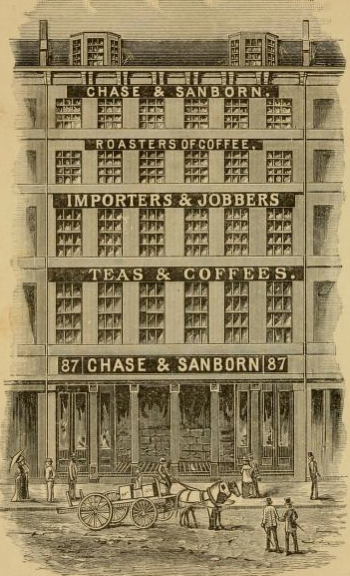
マサチューセッツ州ボストンの87ブロード通りにあるチェイス・アンド・サンボーン社ビルのイラスト

チェイス・アンド・サンボーン・コーヒーは、1862年にマサチューセッツ州ボストンでケイレブ・チェイス（1831年 - 1908年）とジェームズ・ソロモン・サンボーン（1835年 - 1903年）によって設立されたコーヒー焙煎・紅茶・コーヒー輸入会社であるチェイス・アンド・サンボーン・コーヒー社が発売しているアメリカのコーヒーブランドである。自らを、焙煎したコーヒーを密閉缶に詰めて出荷した最初のコーヒー会社であるとしている。
1929年に設立されたスタンダード・ブランズ社は、チェイス・アンド・サンボーン社を買収し、1981年にナビスコ社に吸収合併されるまで存続した。ナビスコは1982年にチェイス・アンド・サンボーン社をコロンビア人のアルベルト・ドゥケが経営するフロリダの輸入業者ジェネラルコーヒー社に売却した  。 デュケの債権者は1984年にヒルス・ブラザーズに事業を売却し、1985年にはネスレが新しい親会社となった。 ネスレは1999年に米国のコーヒー事業をサラ・リー（Sara Lee）社に売却し、チェイス・アンド・サンボーン、ヒルス・ブラザー、MJB、クロックフルオーナッツのブランドは2006年にマッシモザネッティグループに売却した。

## ギャラリー

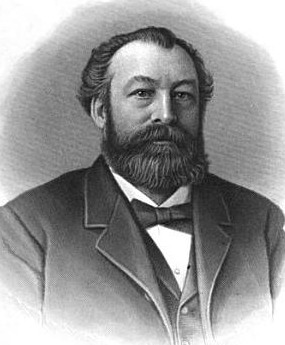
カレブチェイス、1892年
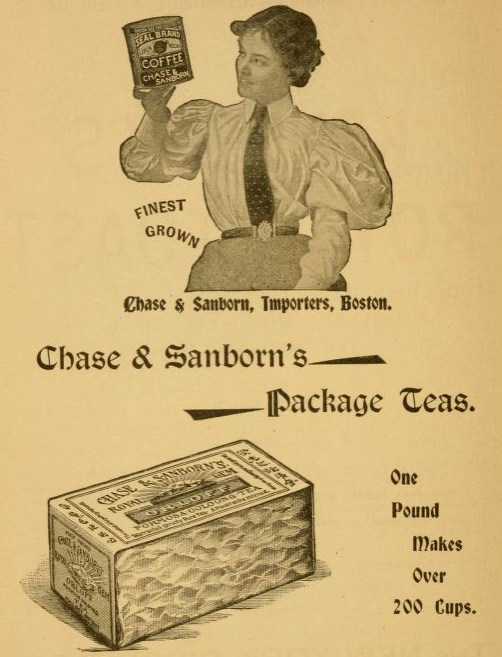
チェイス・アンド・サンボーン社の茶の広告、1897年